# Линеа де Консепсион
Линеа де Консепсион (шп. La Línea de la Concepción) град је у Шпанији у аутономној заједници Андалузија у покрајини Кадиз. Према процени из 2008. у граду је живело 64.240 становника.

## Становништво
Према процени, у граду је 2008. живело 64.240 становника.
| 1981.  | 1991.  | 2001.  |
| ------ | ------ | ------ |
| 56.282 | 58.315 | 59.437 |